# ایهور بیکوسکی
ایهور بیکوسکی (اوکراینی: Ігор Ігорович Биковський؛ زادهٔ ۵ سپتامبر ۱۹۹۶) بازیکن فوتبال اهل اوکراین است.
از باشگاه‌هایی که در آن بازی کرده‌است می‌توان به باشگاه فوتبال شاختار دونتسک، باشگاه فوتبال آرسنال کی‌یف، و باشگاه فوتبال ماریوپول اشاره کرد.